# كانداغاوا جيت غيرلز
كانداغاوا جيت غيرلز (باليابانية: 神田川JET GIRLS، بالروماجي: Kandagawa Jetto Gāruzu) هو مسلسل أنمي تلفزيوني من إخراج هيراكو كانيكو ومن إنتاج استوديو تي أن كاي، عرض في 8 أكتوبر عام 2019 واستمر عرضه حتى 7 يناير عام 2020، وتكون من 12 حلقة + أوفا.

## القصة
تدور أحداث القصة عن جيت رسينغ هي رياضة شهيرة حيث يتكون الفرق من فتاتين، الأولى تقود مركبة مائية والثانية تطلق مسدس ماء على الفرق المتنافسة.

## الشخصيات
رين ناميكي (باليابانية: 波黄 凛، بالروماجي: Namaki Rin)
أداء صوتي: يو ساساهارا
ميسا آوي (باليابانية: 蒼井 ミサ، بالروماجي: Aoi Misa)
أداء صوتي: ريكو كوهارا
كاغويا شينجوين (باليابانية: 紫集院 かぐや، بالروماجي: Shinjūin Kaguya)
أداء صوتي: أزوسا تادوكورو
كورومارو مانبوكو (باليابانية: 満腹 黒丸، بالروماجي: Manpuku Kuromaru)
أداء صوتي: أيا سوزاكي
بان زيو (باليابانية: パン・ツウィ، بالروماجي: Pan Tsui)
أداء صوتي: رومي أوكوبو
بان دينا (باليابانية: パン・ティナ، بالروماجي: Pan Tina)
أداء صوتي: ناومي أوزورا
جينيفر بيتش (باليابانية: ジェニファー・ピーチ، بالروماجي: Jenifā Pīchi)
أداء صوتي: لين
إيملي أورينج (باليابانية: エミリー・オレンジ، بالروماجي: Emirī Orenji)
أداء صوتي: فيروز آي
ماناتسو شيرايشي (باليابانية: 白石 マナツ، بالروماجي: Shiraishi Manatsu)
أداء صوتي: تشيكا أنزاي
يوزو ميدوريكاوا (باليابانية: 緑川 ゆず، بالروماجي: Midorikawa Yuzu)
أداء صوتي: كاوري مايدا
فوكا تاماكي (باليابانية: 環 楓花، بالروماجي: Tamaki Fūka)
أداء صوتي: أيا أوتشيدا
إينوري ميسودا (باليابانية: 翠田 いのり، بالروماجي: Misuda Inori)
أداء صوتي: أيا أوتشيدا

## وصلات خارجية
- موقع الأنمي الرسمي باللغة اليابانية
- موقع لعبة الفيديو الرسمي باللغة اليابانية
- موقع لعبة الفيديو الرسمي باللغة الإنجليزية
- كانداغاوا جيت غيرلز على موقع IMDb (الإنجليزية)
- كانداغاوا جيت غيرلز على موقع ليتربوكسد (الإنجليزية)
- كانداغاوا جيت غيرلز على موقع قاعدة بيانات الفيلم (الإنجليزية)
- كانداغاوا جيت غيرلز على موقع ANN anime (الإنجليزية)